# Lisa Nemec
 Lisa Christina Nemec (rođena Stublić, 18. svibnja 1984. godine u Waterburyju u Connecticutu SAD) je hrvatska atletičarka, državna rekorderka u više atletskih disciplina te pisac poezije. Prva hrvatska atletičarka koja je istrčala maraton s vremenom ispod 2 h i 30 min (2013.), polumaraton ispod 1 h i 10 min (2013.) i prva koja se spustila ispod 16 minuta na 5000m (2013.).

## Životopis
Lisa Christina Stublić je rođena u Waterburyju u SAD od majke Mary i oca Ivana koji je porijeklom Hrvat iz sela Stari Brod kod Siska. U New Yorku na elitnom Columbia Universityju diplomirala glazbenu teoriju. Tijekom djetinjstva više puta je posjećivala Hrvatsku i rodni kraj svoga oca. Svira flautu i violinu.
22. veljače 2008. godine doselila se u Hrvatsku da bi naučila jezik svojih predaka i pronašla mir koji joj je u užurbanom životu SAD nedostajao te se posvetila stvarima koje je čine sretnom u životu.
Nakon dolaska u Hrvatsku bila je član Dinamo-Zrinjevca a poslije je prešla u atletski klub Zagreb Ulix čiji je član i danas.
Visoka je svega 159 cm i teška 44 kilograma.

## Športska karijera
Lisa Christina Nemec je hrvatska rekorderka u disciplinama:
- staza
  - 10000m s rezultatom 33:17.91
  - 5000 metara s rezultatom 15:59.48[8]
  - 3000m u dvorani s rezultatom 9:16.78
- cesta
  - maraton s rezultatom 2h 25:44[8][9]
  - polumaraton s rezultatom 1h 09:16[10]
  - 10km s rezultatom 32:45.00.

te bivša rekorderka na 3000m s rezultatom 9:12.10 i 3000 metara sa zaprekama s rezultatom 10:09.56
2010. godine je srušila 21 godinu star državni rekord u maratonu Tijane Pavičić.
Zauzela je deveto mjesto na berlinskom maratonu koji je jedan od pet stanica World Marathon Majorsa u konkurenciji preko 40 000 trkača te rezultatom od 2h 33:42 osigurala A normu za nastup na olimpijskim igrama 2012. u Londonu. Ovim rezultatom za više od 6 minuta srušila je 21 godinu star rekord Tijane Pavičić.
Prvog dana Svjetskog prvenstva u atletici u korejskom gradu Daegu, Lisa je zauzela odlično 27. mjesto u maratonu s rezultatom 2:36,41. Lisa je na cilj došla kao 7. predstavnica Europe i ponovno istrčala unatoč teškim vremenskim uvjetima A normu za Olimpijske igre 2012. u Londonu.
Pobjednica 16. Međunarodne vidovdanske utrke (Vidovdan Road Race) u Brčkom na 10km - Brčko 2012.
1. mjesto (34:29:11). Pobjedila je i na Uličnoj utrci u Koprivnici 2012.
U maratonskoj utrci na EP u atletici u Zürichu Lisa je osvojila je 4. mjesto s vremenom 2:28:36, koje je samo za 3' 22" slabije od pobjedničkog.
Na polumaratonu ‘Ivan Starek’ održanom na Jarunu 2016. postavila je novi državni rekord s vremenom 1:09:16 i postala prva hrvatska trkačica koja je polumaraton otrčala ispod 70 minuta.

## Zanimljivosti
Lisa Christina Stublić je izdala knjigu poezije pod nazivom Loose Ends. Weak Beginnings: A Collection of Poetry 2003-2005 nastalu u studentskim danima. U knjizi su objavljeni probrani tekstovi za koje je autorica smatrala da su vrijedni objavljivanja.

## Vanjske poveznice
- Službena stranica  Arhivirana inačica izvorne stranice od 14. listopada 2011. (Wayback Machine)